# Quarterback titolari dei Cincinnati Bengals
Questi quarterback sono partiti come titolari per i Cincinnati Bengals della National Football League. Sono inseriti in ordine di data a partire dalla prima partenza come titolari nei Bengals.

## Quarterback titolari
Lista di tutti i quarterback titolari dei Cincinnati Bengals. Il numero tra parentesi indica il numero di gare da titolare giocate nella stagione:

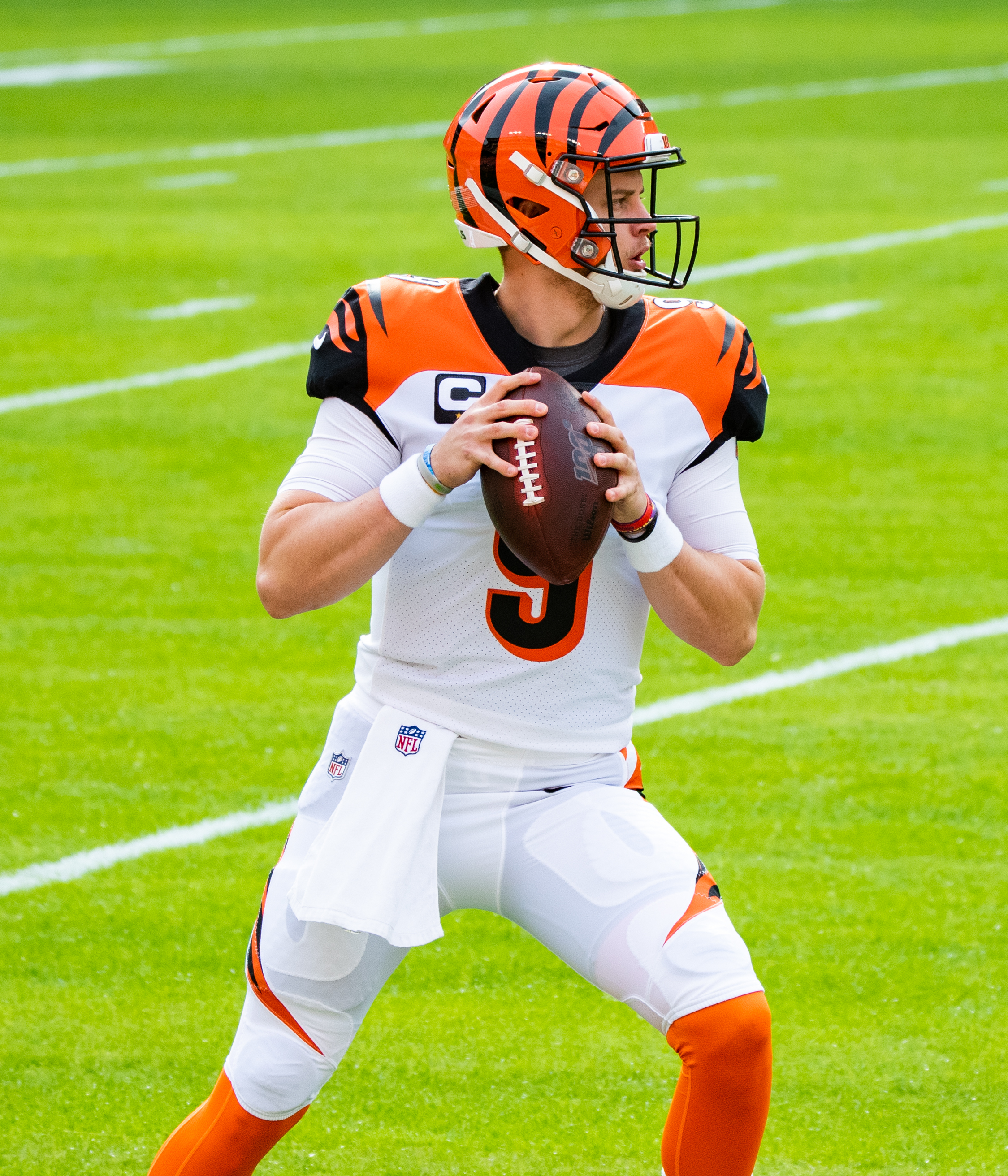
Joe Burrow, 2020-presente

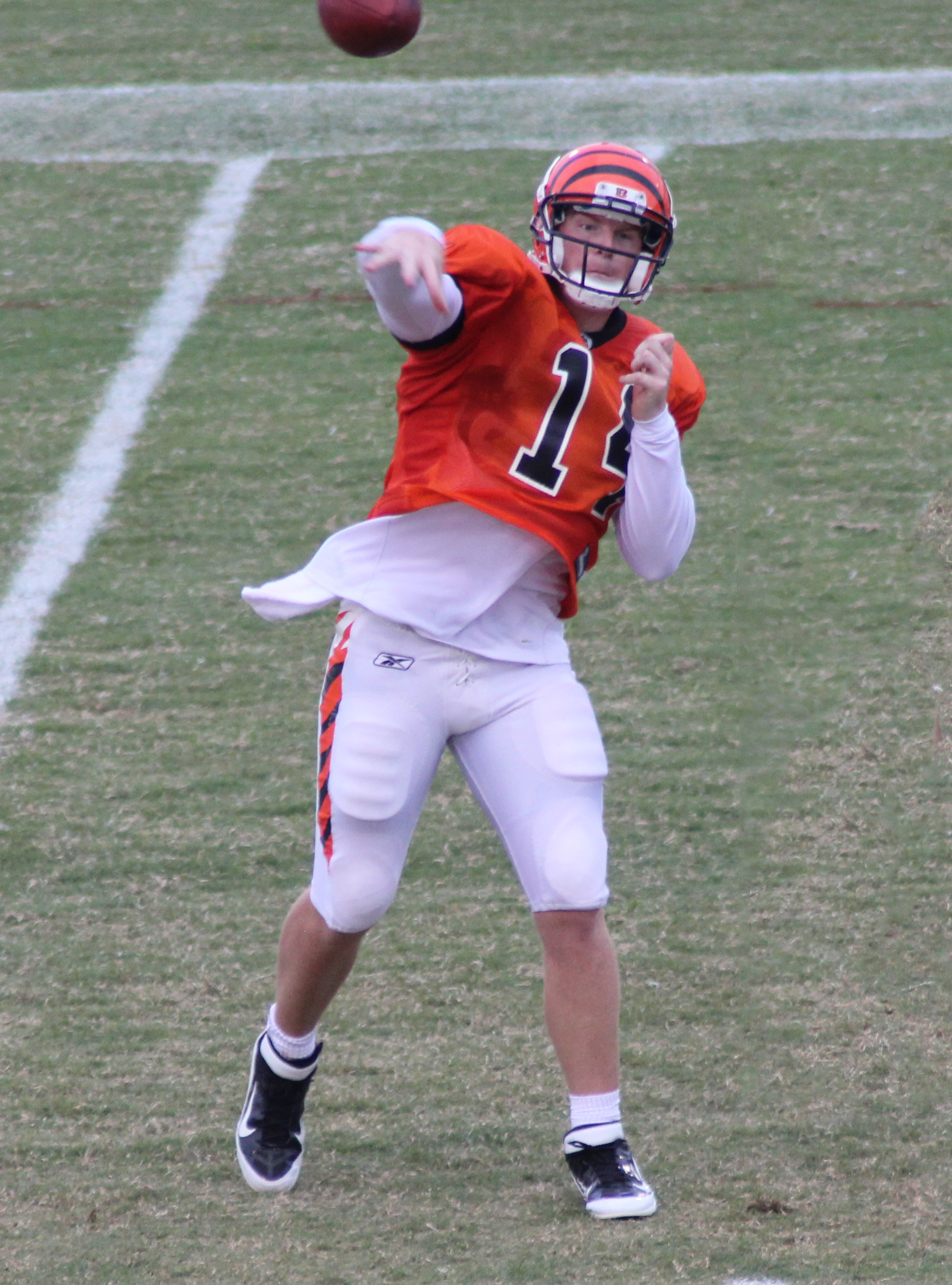
Andy Dalton, 2011-2019

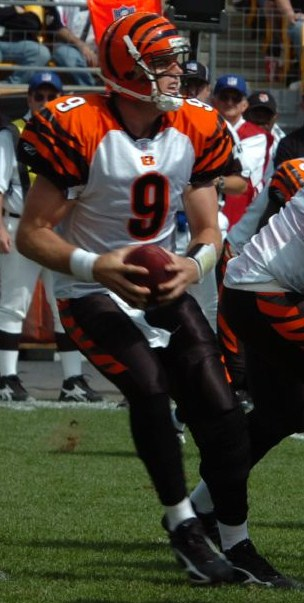
Carson Palmer, 2004-2010

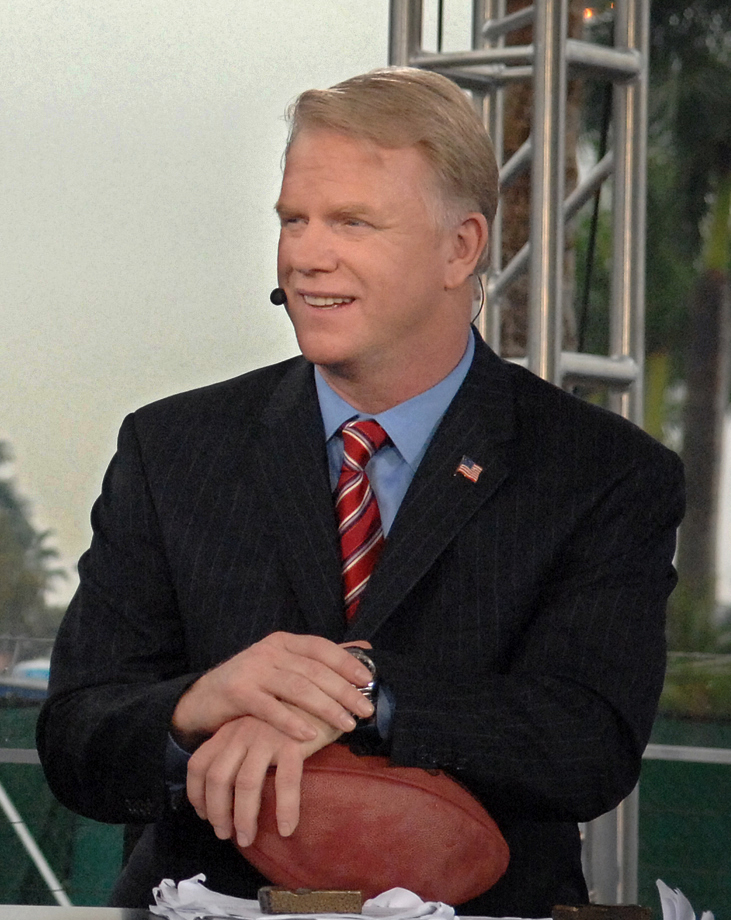
Boomer Esiason, 1984-1997

### Stagione regolare
| Quarterback titolari dei Cincinnati Bengals |                                                              |
| 2024                                        | Joe Burrow (16)                                              |
| 2023                                        | Joe Burrow (10) / Jake Browning (7)                          |
| 2022                                        | Joe Burrow (16)                                              |
| 2021                                        | Joe Burrow (16) / Brandon Allen (1)                          |
| 2020                                        | Joe Burrow (10) / Brandon Allen (5) / Ryan Finley (1)        |
| 2019                                        | Andy Dalton (13) / Ryan Finley (3)                           |
| 2018                                        | Andy Dalton (11) / Jeff Driskel (5)                          |
| 2017                                        | Andy Dalton (16)                                             |
| 2016                                        | Andy Dalton (16)                                             |
| 2015                                        | Andy Dalton (13) / A.J. McCarron (3)                         |
| 2014                                        | Andy Dalton (16)                                             |
| 2013                                        | Andy Dalton (16)                                             |
| 2012                                        | Andy Dalton (16)                                             |
| 2011                                        | Andy Dalton (16)                                             |
| 2010                                        | Carson Palmer (16)                                           |
| 2009                                        | Carson Palmer (16)                                           |
| 2008                                        | Ryan Fitzpatrick (12) / Carson Palmer (4)                    |
| 2007                                        | Carson Palmer (16)                                           |
| 2006                                        | Carson Palmer (16)                                           |
| 2005                                        | Carson Palmer (16)                                           |
| 2004                                        | Carson Palmer (13) / Jon Kitna (3)                           |
| 2003                                        | Jon Kitna (16)                                               |
| 2002                                        | Jon Kitna (12) / Gus Frerotte (3) / Akili Smith (1)          |
| 2001                                        | Jon Kitna (15) / Akili Smith (1)                             |
| 2000                                        | Akili Smith (11) / Scott Mitchell (5)                        |
| 1999                                        | Jeff Blake (12) / Akili Smith (4)                            |
| 1998                                        | Neil O'Donnell (11) / Paul Justin (3) / Jeff Blake (2)       |
| 1997                                        | Jeff Blake (11) / Boomer Esiason (5)                         |
| 1996                                        | Jeff Blake (16)                                              |
| 1995                                        | Jeff Blake (16)                                              |
| 1994                                        | Jeff Blake (9) / David Klingler (7)                          |
| 1993                                        | David Klingler (13) / Jay Schroeder (3)                      |
| 1992                                        | Boomer Esiason (11) / David Klingler (4) / Donald Hollas (1) |
| 1991                                        | Boomer Esiason (14) / Donald Hollas (1) / Erik Wilhelm (1)   |
| 1990                                        | Boomer Esiason (16)                                          |
| 1989                                        | Boomer Esiason (15) / Turk Schonert (1)                      |
| 1988                                        | Boomer Esiason (16)                                          |
| 1987                                        | Boomer Esiason (12) / Dave Walter (2) / Adrian Breen (1)     |
| 1986                                        | Boomer Esiason (16)                                          |
| 1985                                        | Boomer Esiason (14) / Ken Anderson (2)                       |
| 1984                                        | Ken Anderson (9) / Turk Schonert (4) / Boomer Esiason (3)    |
| 1983                                        | Ken Anderson (13) / Turk Schonert (3)                        |
| 1982                                        | Ken Anderson (9)                                             |
| 1981                                        | Ken Anderson (16)                                            |
| 1980                                        | Ken Anderson (12) / Jack Thompson (4)                        |
| 1979                                        | Ken Anderson (15) / Jack Thompson (1)                        |
| 1978                                        | Ken Anderson (12) / John Reaves (4)                          |
| 1977                                        | Ken Anderson (13) / John Reaves (1)                          |
| 1976                                        | Ken Anderson (14)                                            |
| 1975                                        | Ken Anderson (13) / John Reaves (1)                          |
| 1974                                        | Ken Anderson (13) / Wayne Clark (1)                          |
| 1973                                        | Ken Anderson (14)                                            |
| 1972                                        | Ken Anderson (13) / Virgil Carter (1)                        |
| 1971                                        | Virgil Carter (10) / Ken Anderson (4)                        |
| 1970                                        | Virgil Carter (11) / Sam Wyche (3)                           |
| 1969                                        | Greg Cook (11) / Sam Wyche (3)                               |
| 1968                                        | John Stofa (7) / Dewey Warren (4) / Sam Wyche (3)            |